# Datentechnischer Assistent
Der Datentechnischer Assistent (DTA) ist ein Ausbildungsberuf in Deutschland. Die Ausbildungsdauer beträgt 2 Jahre, wobei die Möglichkeit besteht begleitend zum Unterricht die Fachhochschulreife zu erlangen.
Nach bestandener Abschlussprüfung ist man „Staatlich geprüfte(r) Datentechnische(r) Assistent(in)“
Die Ausbildung gibt es unter anderem in der Form eines 2-jährigen Berufskollegs.
Die Ausbildung zum DTA reicht bis in die 1970er Jahre zurück. Der Informatik-Boom der 1990er Jahre brachte eine Fülle neuer Berufe mit sich und löste den DTA ab. Eine aktuelle Ausbildung, welche dem DTA nahekommt, ist „Assistenten/innen Informations- und Kommunikationstechnik“, welche ebenfalls in Form eines Berufskollegs angeboten wird.
Die Endphase der Ausbildung zum DTA war vor allem durch veraltete Lehrinhalte geprägt.
Anstatt einer damals modernen objektorientierten Programmiersprache C++ wurde Standard C gelehrt. Der Lehrinhalt orientierte sich noch sehr stark an den Ende der 1970er und Anfang der 1980er Jahre aufgekommenen Mikrocomputern und Mikrocontrollern und beinhaltete zum Beispiel Programmierung in einer Assemblersprache. Weitere Schwerpunkte waren Elektrotechnik, Steuerungstechnik und Regelungstechnik.
Aktuelle Entwicklungen wie das Internet und Multimedia gehörten nicht zum Lehrinhalt.